# Thymoites sarasota
Thymoites sarasota là một loài nhện trong họ Theridiidae.
Loài này thuộc chi Thymoites. Thymoites sarasota được Herbert Walter Levi miêu tả năm 1957.